# Sint-Petrus en Pauluskerk (Kallo)
De Sint-Petrus en Pauluskerk, ook wel Sint-Pieterskerk, is een parochiekerk in het Oost-Vlaamse dorp Kallo. Het kerkgebouw kreeg zijn huidige, in neoclassicistische stijl ontworpen vorm, tijdens een verbouwing in de periode 1865-69. Veel elementen van de kerk zijn echter ouder.

## Geschiedenis
Het is onbekend wanneer er voor het eerst een kerkgebouw stond in Kallo. De oudst gevonden vermelding stamt uit 1179 toen Balduinus het patronaatsrecht van de kerk overdroeg aan de bisschop van Doornik die het op zijn beurt overdroeg aan de Sint-Pietersabdij van Gent. Van een latere periode is bekend dat er een eenbeukig gotisch kerkje stond. Tussen 1654 en 1670 werd de kerk ingrijpend hersteld. In 1737 werd de kerk uitgebreid en getransformeerd tot een driebeukige kerk met vier traveeën. In 1842 vond weer een uitbreiding plaats en werd de kerk verlengd met twee traveeën naar een ontwerp van architect Louis Serrure. Bij deze uitbreiding bleef het gotische koor nog behouden.
In de periode 1865 tot 1869 werd de kerk ingrijpend verbouwd en gewijzigd naar een ontwerp van architect Edmond de Perre-Montigny. Bij de verbouwing werd de oriëntatie van de kerk gedraaid. Het gotische koor werd gesloopt waarbij ruimte werd gecreëerd voor verlenging van de kerk met twee traveeën en een ingangstravee met stenen toren. Het doksaal werd met een travee en een driezijdige apsis verlengd, waarmee het tot koor werd omgevormd.
Tussen 1975 en 1978 werd de kerk gerestaureerd onder leiding van architect J. Franssens. Hierbij werd naast het koor een kleine aanbouw gerealiseerd.

## De kerk

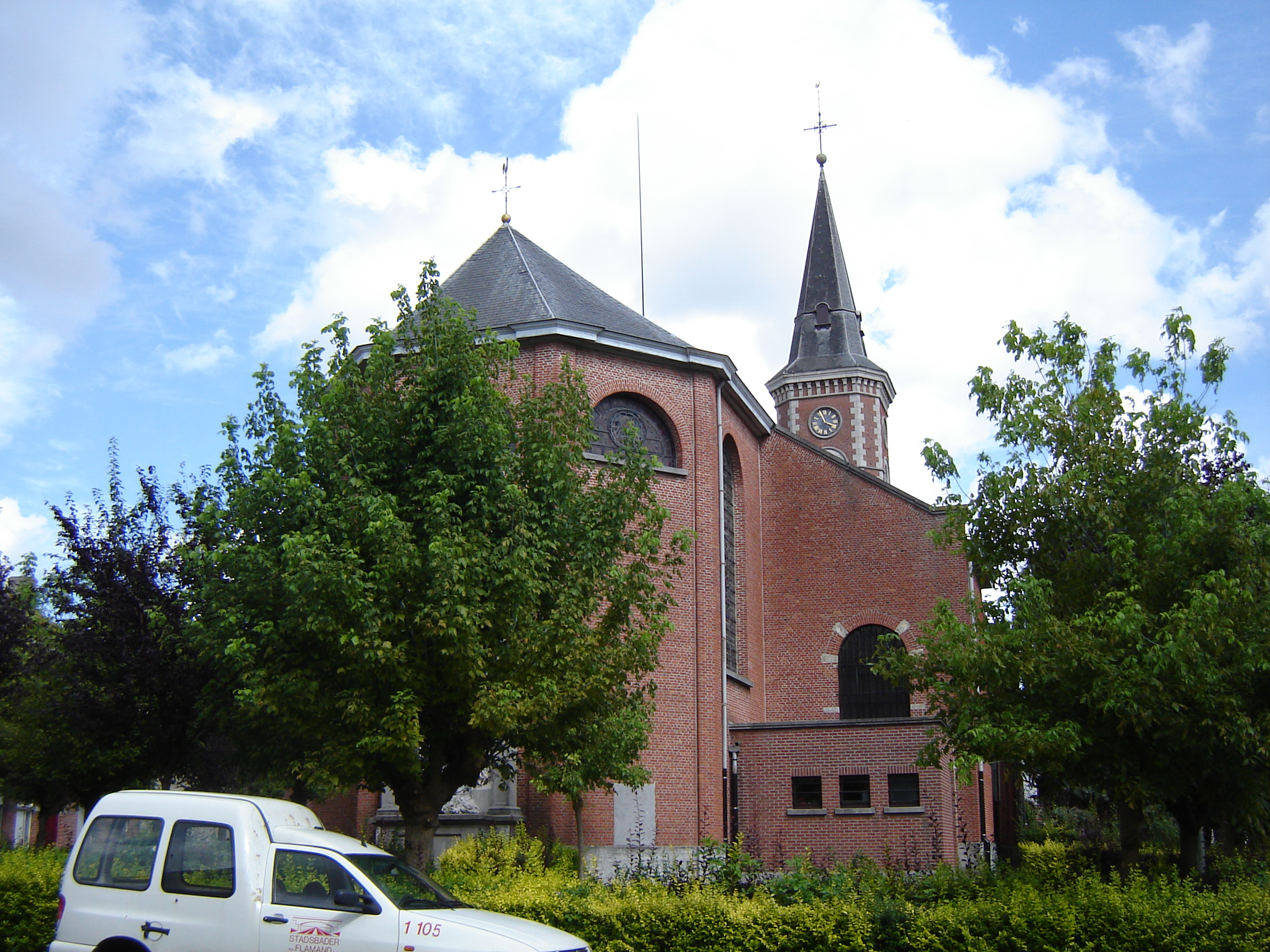
De kerk aan de achterzijde. Het kleine vierkante bijgebouw stamt uit de jaren 70.

De pseudobasilicale kerk is opgetrokken uit bakstenen en constructieve elementen van arduin- en zandsteen. De neoclassicistische voorgevel kenmerkt zich door vier pilasters, twee beelden geplaatst in nissen, en twee beelden geplaatst op beide hoeken van het dak. Het hoogaltaar is ontworpen in laatbarokke stijl en dateert uit 1734. De twee zijaltaren zijn tussen 1738 en 1740 gebouwd. De preekstoel is omstreeks 1736 gebouwd. De twee biechtstoelen zijn omstreeks 1735 gebouwd en komen uit het atelier van Cornelis Struyf. De communiebank is ontworpen in rococo stijl en uit de 18e eeuw.
In de kerk bevindt zich het beeld Onze-Lieve-Vrouw van Victorie, gemaakt door François van Loy in 1638. Het orgel is gebouwd in de 18e eeuw door orgelbouwers Lambertus Penoit van Peteghem en zijn vader, Pieter. In 1953 werd het orgel getransformeerd door familie Stevens, enkel de prospectzijde van de orgelkast is nog origineel. In 1980 werd het orgel beschermd als monument.